# Mitrodynerus vitripennis
Mitrodynerus vitripennis är en stekelart som beskrevs av Vecht 1981. Mitrodynerus vitripennis ingår i släktet Mitrodynerus och familjen Eumenidae. Inga underarter finns listade i Catalogue of Life.